# ショートプログラム (漫画)
『ショートプログラム』は、あだち充による短編漫画集である。小学館から「少年サンデーコミックススペシャル」のレーベルで発行。

## ショートプログラム
- 近況 　（少年ビッグコミック 1987年1号）

杉井和彦と東年男は中学の卒業以来疎遠になっていたが、クラス会で4年ぶりに顔を合わせた。飲んでいるうちに東がかつての彼女であった高沢亜沙子の陰口を漏らしたため、杉井は東に殴りかかった…
- 交差点前 　（少年ビッグコミック 1986年4月号）

竹地春彦は同じ場所で同じ時間にすれ違うだけの名前も知らない女性に思いを寄せていたが、ある日レストランで女友達と一緒にいるところに偶然彼女が現れた…
- ショート・プログラム 　（ヤングサンデー 1987年創刊号）

森村直美は彼氏と遊園地でデートをしている。そもそもこの男女は窓と窓が向かい合わせのアパートに住んでおり、森村が部屋の中で襲われそうになっていたところを男が"偶然"見ていて助けたことをきっかけに交際が始まった。それからも、風呂を沸かしっぱなしにしたまま眠っていたところに"偶然"電話がかかってきて助けられたり、大事な写真が風で飛ばされたところを"偶然"見かけられてそれを見つけられたりしていた…
- テイク・オフ　 （ヤングサンデー 1988年7号）

大学生の永島は高校生の走り高跳び選手の仲田里美に興味を持っていた、二人は実家が近所というだけの関係であったが、仲田の挑戦する記録は毎年、永島の身長と同じ値だった…
- チェンジ 　（少年サンデー増刊 1985年10月号）

スーパーマーケットの倅の赤月皆人と中学生の"少年" 圭との交流を描いた物語。圭が起こした騒動がもとでスーパーの売り物がめちゃくちゃになってしまったが、圭はそれを弁償するためにスーパーで働くようになった。ある日赤月と圭は喧嘩をしてしまい、それ以来圭は顔を出さなくなってしまった。それからしばらくして現れた圭の姿は…
- プラス1（ワン） 　（ちゃお 1986年6月号）

一ノ瀬知里がステレオデッキの修理を依頼したところ、部屋に現われた修理工はクラスメイトの今井一郎であった。一ノ瀬にとって今井は気になる存在なのだが、今井は無愛想な態度をとるだけであった…
- むらさき 　（ちゃお 1985年6月号）

小宮榛名の通う高校は、女子をリーダーとする2つの不良グループが幅をきかせていた。男子はみんな控えめな性格であり、全校の女子はもとより、双方の番長からも一目置かれていた村崎純一もグループ間の争いに加わることを避け、不良たちがのさばるのを横目に見ていた。そんななか学校中の男子とは異色の巻原道雄が転校してきて、生徒会長が巻原に不良グループへの不満を漏らした…
- なにがなんだか　（少年ビッグコミック 1985年1号、2号）

受験生の片岡圭一にはお互いの顔を知らないペンフレンド 西島さとみがいたが、彼女の存在があまりにも気になってしまい、彼女がスキー旅行で泊るという雪山のロッジへ正体を隠して出かけていく。ロッジの宿泊客が集まり自己紹介をすることになったが、一人目が"異星人"と名乗ったことをきっかけに、みんなが身分と名前を隠して生活することになる。はたして誰が西島さとみなのか、"私立探偵"こと片岡は探し出せるか否か…

## ショートプログラム2
- 春が来る前に 　（プチコミック 1992年4月号）

森山探偵事務所所長の娘である若葉は、父の出張の間、ある男の身辺調査を命じられて四六時中見張っていたが…
- 若葉マーク 　（週刊ヤングサンデー 1995年1号）

森山探偵事務所に依頼された身辺調査の対象は、所長の娘 若葉であった。調査員・岬は調査を続けていると、若葉は妻子持ちの男と接触していた…
- 途中下車 　（週刊少年サンデー 1994年36号）

高校1年生の松村渡は夏休みを利用して、初恋の人である佐倉麻美のもとへ向かう。電車のなかでひったくりに遭い、本意ならずも下りた地で、小中学校時代の知り合いの小宮慶子と出会う…
- 5×4P 　（ビッグコミックスペリオール 1992年14号 - 18号）

喫茶店「5×4P」での出来事を4ページずつ、5話で描く。
- 震度4 　（週刊少年サンデー 1988年27号）

少年は片思いの少女にラブレターを渡そうと接近し、思わぬ形で結ばれることとなる様を台詞なしの4ページで描いた。
- エースをつぶせ! 　（小学四年生 1992年10月号 - 11月号）

球界の盟主・西風キャッツは、将来敵になると予言された小学生の森高敦希をあの手この手で野球から遠ざけようとする…
- スプリング・コール 　（週刊少年サンデー 1993年15号）

高校演劇部の部員である新庄公平はお人好しで知られており、部活でもプライベートでも部長の赤堀の言うとおりに従っていた。ところがある日、日課である空手の稽古をやめたところ様子がおかしくなる…
- ゆく春 　（ビッグコミックスピリッツ 1993年17号）

上原謙司は、何かを思いながら母校のラグビーの試合を眺める…
- 帰り道 （ヤングサンデー 1989年20号、21号）

昭和中期の少年が現代に、現代の少年が昭和中期にタイムスリップをした様を描いた。
- さよならゲーム 　（ビッグコミック増刊 1991年夏の増刊号）

男はこれまでの人生で、高校の部活も、大学受験も、就職も、逆境をひっくり返して成功してきた。思いを寄せている女性が、男のライバルと結婚することになったが…

## ショートプログラム3
- 下駄とダイヤモンド 　（週刊ヤングサンデー 1999年17号）

売れない作家 新木場一郎こと田口耕平は、知り合いのテレビプロデューサー 新庄からドラマの脚本をまかされる。脚本を仕上げるため、新庄の妹である千晶の監視のもとでカンヅメになる…
- どこ吹く風 （ビッグコミックスピリッツ 1992年8号）

冬休みになるといつも、正平のところには高校時代の友人である慎と、その幼馴染の道子が遊びに来ていた…
- 天使のハンマー （ビッグコミック 1998年6号）

心太は出張先のバーで一人の男と出会う。そのみすぼらしい男は、少年時代の憧れであった俊道だった…
- メモリーオフ （週刊少年サンデー 2000年6号、7号 20世紀最大の読み切りシリーズの1作）

戸志野一家は正月休みにハワイ旅行に出かけていたが、長男のはじめは高校受験をひかえているため勉強をしながら留守番をしていた。そんな大晦日の夜に、自分は何者なのか、なぜここに来たのかなど一切を思い出せないという少女が訪ねてきた。少女はさらに、拳銃、ナイフ、スタンガンを持っていた…
- 白い夏 （週刊少年サンデー 2002年36・37合併号　原作・武論尊）

刑事の垣内吾郎は、公園で不良少年たちと大立ち回りを繰り広げていた。彼がヤクザ、チンピラ、闇金を相手にすると目の色が変わってしまう理由とは…
- 四角い海 （少年サンデー 1989年30周年記念増刊号）

雪深い山の中で暮らす少年 健太は海を見ることを夢にしていた。ある日、健太のもとに宇宙人が現れ、願いをかなえてくれることになったが…
- アイドルA （週刊ヤングサンデー 2005年36・37合併号、2006年17号、2007年5・6合併号）

抜群な野球の才能を持ったグラビアアイドル 里美あずさは、幼馴染の平山圭太の名を借りて高校野球、さらにはプロ野球で活躍する…
- 逃げた神様 （ビッグコミックONE 2005年10月16日号）

永島慎二との思い出を語ったエッセイ漫画。
- ショートメール （サンデー超WINTER増刊号 2006年）

両想いであった少年と少女の間で、思わぬ形でラブレターが交わされる模様を台詞なしの4ページで描いた。

## ショートプログラム ガールズタイプ
- 居候よりひとこと
- 続・居候よりひとこと
- 居候はつらいよ
- 恋人宣言
- SEASON
- エースふたり
- 気まぐれパンチ

## 配信ドラマ
2022年3月1日から、Amazon Prime VideoにてJO1主演のオムニバスドラマが配信された。同年3月14日、オリジナルストーリーの最終話「Dreamer」が配信された。
| 作品タイトル             | 配信日        |
| ------------------------ | ------------- |
| 「プラス1」              | 2022年3月1日  |
| 「ゆく春」               | 2022年3月1日  |
| 「スプリングコール」     | 2022年3月1日  |
| 「近況」                 | 2022年3月4日  |
| 「交差点前」             | 2022年3月4日  |
| 「若葉マーク」           | 2022年3月4日  |
| 「どこ吹く風」           | 2022年3月6日  |
| 「ショート・プログラム」 | 2022年3月6日  |
| 「なにがなんだか」       | 2022年3月6日  |
| 「メモリーオフ」         | 2022年3月9日  |
| 「途中下車」             | 2022年3月9日  |
| 「Dreamer」              | 2022年3月14日 |

作品タイトル / キャスト
「プラス1」
- 主演：川西拓実（今井一郎 役）
- ヒロイン：岡本夏美（一ノ瀬知里 役）
- その他：楽駆（杉本 役）、板尾創路（一郎の父 役）、平井珠生（梨歩 役）、野々村はなの（アヤ 役）、浜島大将、山本篤士、望月志津子（知里の母 役）

「ゆく春」
- 主演：鶴房汐恩（上原謙司 役）
- ヒロイン：久保田紗友（坂本友見 役）
- その他：長田拓郎（北山春樹 役）、円井わん（沙耶加 役）、續木淳平、菊原結里、佐藤綾香、明樂哲典、坂倉奈津子、逸見廣大、松本銀二、平林泰三

「スプリングコール」
- 主演：大平祥生（新庄公平 役）
- ヒロイン：矢作穂香（谷村奈央 役）
- その他：池田純矢（赤堀富夫 役）、あべこうじ（八百屋の店主 役）、ゆめっち(3時のヒロイン)（店員 役）、小林のむ、若林元太、小嶋修二、菅原雪、黒田航平（幼少期の公平 役）

「近況」
- 主演：川尻蓮（杉井和彦 役）
- ヒロイン：貴島明日香（高沢亜沙子 役）
- その他：桜木那智（東年男 役）、根矢涼香、森累珠（山田未央 役）、松木大輔、髙木直子、小林太陽、竹内隆輔、榊原麗、小椋美織

「交差点前」
- 主演：與那城奨（竹地春彦 役）
- ヒロイン：桃月なしこ（山根美里 役）
- その他：柾木玲弥（杉山克明 役）、冨手麻妙（由希 役）、板橋駿谷（美里の兄 役）、蓮池桂子、廣野翔大、山川真里果、石井建太郎

「若葉マーク」
- 主演：金城碧海（田所岬 役）
- ヒロイン：秋田汐梨（森山若葉 役）
- その他：勝村政信（森山所長 役）、金子昇、GAICHI、関町知弘(ライス)、田嶋悠里、須田スミレ、舞花、比嘉奈菜子、香椎菜々子、渡辺永々子、渡辺永一朗

「どこ吹く風」
- 主演：佐藤景瑚（田原正平 役）
- ヒロイン：馬場ふみか（道子 役）
- その他：葉山奨之（慎 役）、泉ノ波あみ（茜 役）、永井ちひろ(声の出演)、山脇辰哉、近藤麗

「ショート・プログラム」
- 主演：白岩瑠姫（戸田星也 役）
- ヒロイン：柳ゆり菜（森村直美 役）
- その他：川瀬陽太（大場浩司 役）、手島実優（津山春子 役）、伊島空（高杉健 役）

「なにがなんだか」
- 主演：木全翔也（片岡圭一 役）
- ヒロイン：小川紗良（西島さとみ 役）
- その他：勝矢（田辺 役）、栗原類（リプトン星から来たマキシマムAGF 役）、廣瀬智紀（ユーチューバー 役）、里内伽奈（稲川 役）、日高ボブ美（アイドル声優 役）、影山徹（コメディアン 役）、古野陽大、上川拓郎、益山U☆G

「メモリーオフ」
- 主演：豆原一成（戸志野はじめ 役）
- ヒロイン：莉子（野々村まなみ 役）
- その他：渡辺いっけい（刑事 役）、笈川健太（警察官 役）、矢作マサル、青木鉄仁、土屋直子（はじめの母 役）、兼行凛（はじめの妹 役）、永井ちひろ、白岩瑠姫（配達員 役）

「途中下車」
- 主演：河野純喜（松村渡 役）
- ヒロイン：小西桜子（小宮慶子 役）
- その他：筒井真理子（慶子の伯母 役）、おいでやす小田（警察官 役）、坂井良多 (鬼越トマホーク)（客 役）、草野大成（八田 役）、浜島大将、山本篤士、新山航希、高野渚（ゆりたそ 役）、頓知気さきな（佐倉麻美 役）、あのん、天野礼那、長谷川ティティ、海沼未羽、山下征志、川西拓実（今井一郎 役）

「Dreamer」
- 主演：大平祥生（新庄公平 役）、川尻蓮（杉井和彦 役）、川西拓実（今井一郎 役）、木全翔也（片岡圭一 役）、金城碧海（田所岬 役）、河野純喜（松村渡 役）、佐藤景瑚（田原正平 役）、白岩瑠姫（戸田星也 役）、鶴房汐恩（上原謙司 役）、豆原一成（戸志野はじめ 役）、與那城奨（竹地春彦 役）
- ヒロイン：伊藤万理華（美帆 役）
- その他：梶原善（社長 役）、松尾英太郎、長友郁真、門田宗大、前原瑞樹、山本主税、那須一南、我聞、安井智哉、莉子（野々村まなみ 役）、円井わん（沙耶加 役）、秋田汐梨（森山若葉 役）、矢作穂香（谷村奈央 役）、池田純矢（赤堀富夫 役）、小林のむ、若林元太、小嶋修二、桃月なしこ（山根美里 役）、板橋駿谷（美里の兄 役）、柳ゆり菜（森村直美 役）、岡本夏美（一ノ瀬知里 役）、JO1

スタッフ
- プロデューサー：北橋悠佑、森谷雄、斎木綾乃
- 監督
  - 渡部亮平 - 「プラス1」「ゆく春」「交差点前」「どこ吹く風」「途中下車」「メモリーオフ」
  - 益山貴司 - 「なにがなんだか」
  - 土屋哲彦 - 「若葉マーク」
  - 菊地健雄 - 「ショート・プログラム」
  - 上村奈帆 - 「スプリングコール」「近況」
  - 森谷雄 - 「Dreamer」

- 脚本
  - 守口悠介 - 「プラス1」「交差点前」「Dreamer」
  - 渡部亮平 - 「ゆく春」
  - 上村奈帆 - 「スプリングコール」「近況」
  - 朝比奈ゆう、白川政彦 - 「若葉マーク」
  - 仲井陽 -「どこ吹く風」
  - 柳井祥緒、菊池健雄 - 「ショート・プログラム」
  - 益山貴司 - 「なにがなんだか」
  - 山浦雅大 、渡部亮平 - 「メモリーオフ」「途中下車」

- 音楽：フジモトヨシタカ、徳田しずか、加藤賢ニ、坂本秀一、井上泰久
- オープニングテーマ：フジモトヨシタカ
- 主題歌：JO1『Dreamer』
- 挿入歌：カネコアヤノ『祝日』- 「プラス1」 / RADWIMPS『前前前世』-「途中下車」
- 劇中歌：JO1『Don't Look Back』（作曲:肥川成希、作詞:HASEGAWA）-「Dreamer」
- エグゼクティブプロデューサー：崔信化、張赫珍、神夏磯秀
- キャスティング：杉山麻衣
- アクション演出：真青ハヤテ
- グレーディング
  - 足立悠介 - 「プラス1」「ゆく春」「交差点前」「どこ吹く風」「メモリーオフ」「途中下車」
  - 倉森武 -「スプリングコール」「近況」「ショート・プログラム」「なにがなんだか」

- 制作協力：LAPONEエンタテインメント
- 制作プロダクション：アットムービー
- 製作・著作：吉本興業